# Binden-Lärmvogel
Der Bindenlärmvogel (Crinifer zonurus), auch Gürtellärmvogel oder Östlicher Brauner Lärmvogel genannt,  ist ein Vogel aus der Familie der Turakos, der in einem disjunkten Verbreitungsgebiet im zentralen, nordöstlichen und östlichen Afrika vorkommt. Ein Teil des Verbreitungsgebietes liegt im Hochland von Äthiopien und Eritrea, der zweite Abschnitt im südöstlichen Südsudan und im Nordosten der Demokratischen Republik Kongo sowie in Uganda, Ruanda und Burundi und in einigen unmittelbar angrenzenden Regionen im westlichen Kenia und im nordwestlichen Tansania und die dritte Region, in der der Binden-Lärmvogel vorkommt, erstreckt sich als schmales Band vom südwestlichen Tschad bis in den südlichen Darfur.

## Merkmale
Der Binden-Lärmvogel erreicht eine Gesamtlänge von etwa 50 Zentimeter und ein Gewicht von 500 bis 730 Gramm. Er ähnelt sehr dem weiter westlich vorkommenden Schwarzschwanz-Lärmvogel (Crinifer piscator) und kann von dieser Art am leichtesten durch den im mittleren Drittel weißen Schwanz und den ungestreiften unteren Bauchbereich unterschieden werden. Der Kopf, der Hals, die Kehle und der obere Brustbereich sind dunkelbraun. Im Nacken sitzt ein zottiger Kamm, der von schmalen dunkelbraunen Federn mit weißen Spitzen gebildet wird. Der Rücken und die Flügeldecken sind grau. Der große, kräftige Schnabel ist hell grüngelb, die Augen sind dunkelbraun, Beine und Füße braun. Jungvögel ähneln den Altvögeln.

## Lebensraum und Lebensweise
Der Binden-Lärmvogel kommt in offenen bewaldeten Savannen und in vom Menschen kultivierten Gegenden, in Vorstädten auch in Parks und Gärten vor. In Äthiopien wurde er bis zu einer Höhe von 1630 Metern beobachtet, am kenianischen Mount Elgon erreicht er Höhen von 1900 Metern. Im größten Teil des Verbreitungsgebietes ist er ein Standvogel; im Sudan, Kenia und Tansania wurden während der Trockenzeit kleine Wanderungen festgestellt, die möglicherweise durch eine Verknappung der Nahrung ausgelöst wurden. Binden-Lärmvögel ernähren sich vor allem von Früchten, darunter Feigen und die von Musanga, aber auch Blüten werden gefressen. Die Vögel leben allein, paarweise oder in kleinen Gruppen von 3 bis 4 Exemplaren.
Je nach Region brüten die Vögel zu unterschiedlichen Zeiten. Das Nest ist eine aus trockenen, dünnen Zweigen gebaute unordentliche Plattform. Es wird nahe der Baumspitze in einem belaubten Baum errichtet. Das aus 2 oder 3 weißen Eiern bestehende Gelege wird von beiden Eltern abwechselnd bebrütet. Wie andere Lärmvögel fällt der Binden-Lärmvogel durch seine lauten, gackernden Ruf auf. Sie sind schneller und höher als beim Schwarzschwanz-Lärmvogel. Manchmal wird beim Flug jeder Flügelschlag durch einen tiefen Ton begleitet.

## Systematik
Der Binden-Lärmvogel wurde 1835 durch den deutschen Afrikaforscher Eduard Rüppell erstmals wissenschaftlich beschrieben. Er bildet mit vier weiteren Arten die Gattung der Lärmvögel (Crinifer), die 1821 durch den polnischen Zoologen Feliks Paweł Jarocki aufgestellt wurde. Die Lärmvögel gehören zur Familie der Turakos (Musophagidae) und werden dort in eine monotypische Unterfamilie gesellt, die Criniferinae. Diese ist die Schwestergruppe aller anderen Turakos. Der Binden-Lärmvogel ist sehr nah mit dem Schwarzschwanz-Lärmvogel verwandt, der in der Vergangenheit als konspezifisch mit dieser Art angesehen wurde.

## Gefährdung
Der Bestand des Binden-Lärmvogels wird von der IUCN als ungefährdet eingeschätzt. Die Art hat ein sehr großes Verbreitungsgebiet, ist in den meisten Bereichen des Verbreitungsgebietes relativ häufig und es wurde bisher kein bedeutender Bestandsrückgang festgestellt.